# 6. září
6. září je 249. den roku podle gregoriánského kalendáře (250. v přestupném roce). Do konce roku zbývá 116 dní.

## Události

### Česko
- 1253 – První písemná zmínka o městě Police nad Metují, kdy se do ní z Provodova přesunulo právo pořádat trhy.
- 1437 – Vojsko Hynka Ptáčka z Pirkštejna dobylo hrad Sion a zajalo Jana Roháče z Dubé.
- 1673 – Byl položen základní kámen ke stavbě chrámu sv. Mikuláše na Malé Straně. Se stavbou chrámu bylo však započato až v letech 1704–1711.
- 1791
  - Pražský arcibiskup Antonín Petr Příchovský korunoval Leopolda II. za českého krále v chrámu sv. Víta na Pražském hradě.
  - Premiéra Mozartovy opera La Clemenza di Tito (Velkorysost Titova) se konala ve Stavovském divadle v Praze při příležitosti korunovace Leopolda II. českým králem.
- 1918 – Představitelé Československé strany socialistické a Strany sociálně demokratické utvořili Socialistickou radu.
- 1929 – V Národním divadle proběhla premiéra baletu Babička pokračuje na hudbu Járy Beneše.
- 1930 – V Praze začaly 3. Ženské světové hry na stadionu na Letné. Závody v lehké atletice trvaly tři dny.
- 1931 – Z pražského rozhlasového studia se vysílala první rozhlasová opera. Šlo o komickou Dvořákovu operu Tvrdé palice.
- 1941 – Všichni židé starší 6 let musí nosit viditelné žluté Davidovy hvězdy na svém oblečení.
- 1942 – Český maratonský běžec Oskar Hekš byl pro svůj původ deportován do židovského ghetta v Terezíně.
- 1945 – Poslední veřejná poprava v Československu se odehrála na Soudním náměstí. Poprava vysoce postaveného úředníka měla demonstrovat snahu o potrestání těch, kteří kolaborovali s nacisty a provinili se tak proti lidu.
- 1946 – Premiéra české renesanční veselohry Nezbedný bakalář režiséra Otakara Vávry podle povídky Peklo a Nezbedný bakalář Zikmunda Wintera. V hlavních rolích: Zdeněk Štěpánek, Vlasta Matulová, František Smolík, Otomar Korbelář, Jaroslav Marvan, Jaroslav Vojta.
- 1959 – Na brněnském výstavišti byl zahájen 1. ročník Mezinárodního strojírenského veletrh.
- 1968 – Jan Werich emigruje do Vídně, kde ho Jiří Voskovec přemlouval, aby se do Prahy nevracel a přiletěl za ním do USA. Jan Werich si skutečně visa do USA vyřídil. Na skok se vrátil do Prahy, uspořádal si pár věcí a skutečně v prosinci odletěl za Voskovcem do Států.
- 1972 – Na dálnici D1 byl uveden do provozu první moravský úsek, a to od Kývalky (182. km) po Brno-západ (190. km).
- 2017 – Poslanecká sněmovna Parlamentu České republiky schválila vydání poslanců hnutí ANO Andreje Babiše a Jaroslava Faltýnka k trestnímu stíhání.

### Svět
- 3761 před n. l. – první den židovského kalendáře.[1]
- 0394 – Theodosius I. rozdrtil usurpátora Eugenia v bitvě na řece Frigidus.
- 1564 – Španělský místokrál Sicílie García de Toledo dobyl Peñón na pobřeží severní Afriky.
- 1634 – Třicetiletá válka: Spojené císařsko-španělské síly pod vedením arcivévody Ferdinanda rozdrtily švédsko-saskou armádu v bitvě u Nördlingenu.
- 1901 – Anarchista Leon Czolgosz na Panamerické výstavě v Buffalu (stát New York) smrtelně postřelil amerického prezidenta Williama McKinleye, který zemřel o osm dní později.
- 1939 – Jihoafrická republika vyhlásila válku Německu.
- 1968 – Svazijsko vyhlásilo nezávislost na Velké Británii.
- 1970
  - Únosy letadel na Dawson's Field.
  - Kytarista Jimi Hendrix odehrál poslední koncert.
- 1976 – Ruský letecký technik Viktor Ivanovič Bělenko odletěl na stíhacím letounu MiG-25 do Japonska, kde požádal o politický azyl.
- 1997 – V Londýně se konal pohřeb princezny Diany.
- 2007 – Operace Ovocný sad: Izraelská armáda provedla letecký útok na jaderný reaktor v Sýrii.

## Narození
Viz též Kategorie:Narození 6. září — automatický abecedně řazený seznam.

### Česko

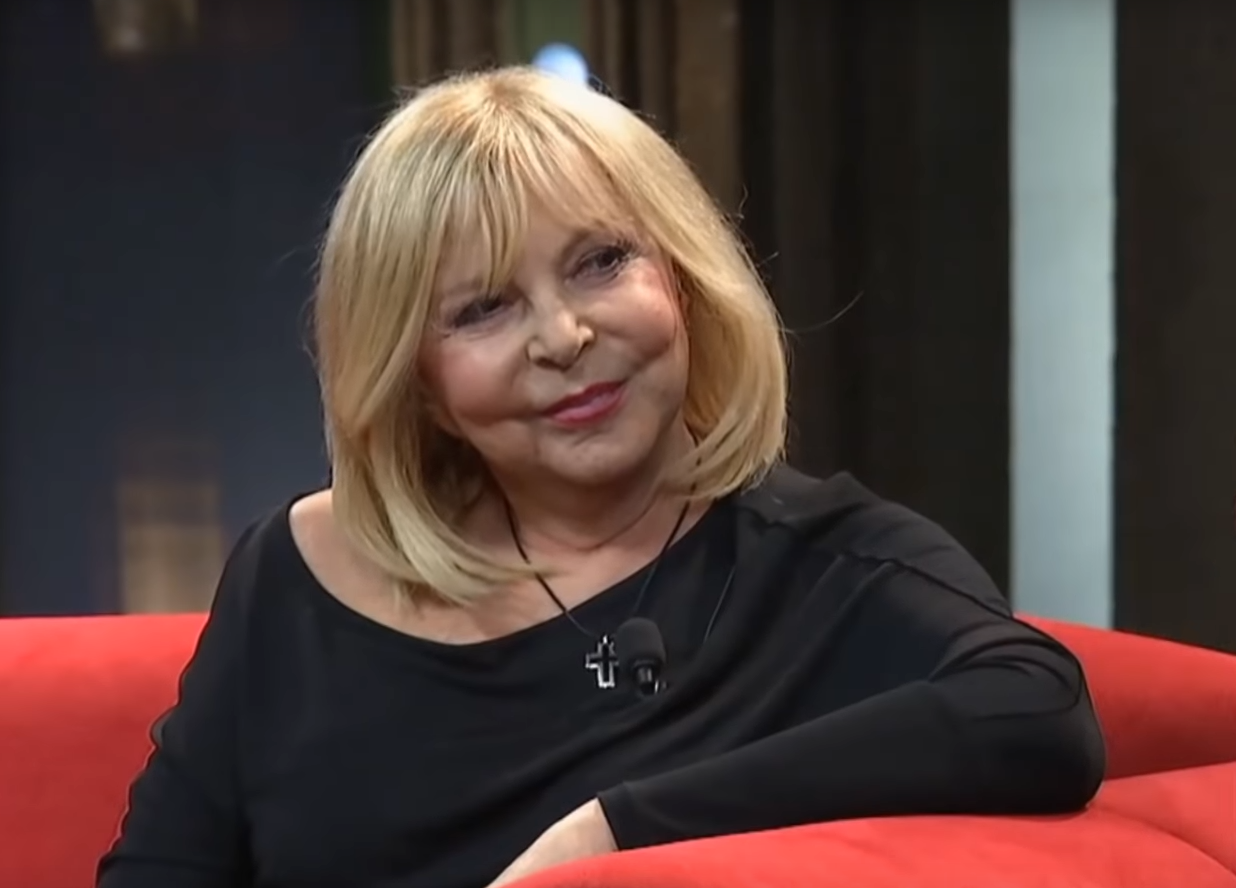
Hana Zagorová (* 1946)

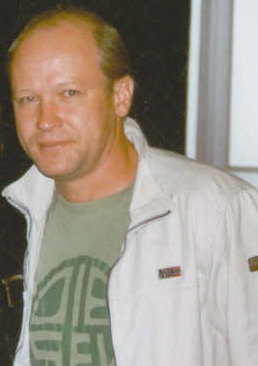
Ivan Hašek (* 1963)

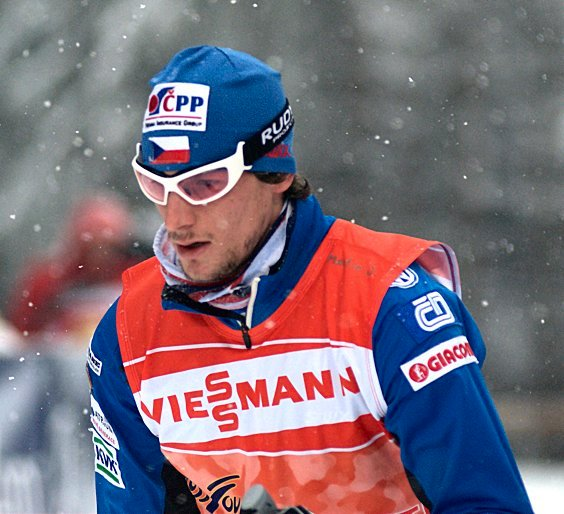
Martin Jakš (* 1986)

- 1656 – Johann Caspar Ferdinand Fischer, barokní hudební skladatel († 27. srpna 1746)
- 1818 – Karel Průcha (kněz), světící biskup arcidiecéze pražské († 23. října 1883)
- 1824 – Alexander Seik, fotograf, starosta Tábora († 2. října 1905)
- 1830 – Tomáš Seidan, sochař a pedagog († 4. prosince 1890)
- 1843 – Karel Tůma, novinář, spisovatel a politik († 9. května. 1917)
- 1850 – Alfred Seifert, česko-německý malíř († 6. února 1901)
- 1876 – František Nedvěd, československý politik († 22. srpna 1943)
- 1888 – Bohuslav Leopold, houslista, kapelník, hudební skladatel a aranžér († 12. května 1956)
- 1890
  - František Ježek, ministr československých vlád a poslanec († 29. listopadu 1969)
  - Kliment Matějka, vojenský kapelník a hudební pedagog († 19. března 1959)
- 1891 – Saša Rašilov starší, herec († 3. května 1955)
- 1909 – Václav Hilský, architekt a urbanista († 7. října 2001)
- 1932 – Josef Vobruba, dirigent, hudební režisér a aranžér († 13. srpna 1982)
- 1933 – Josef Stolařík, volejbalový reprezentant
- 1934 – Jana Štěpánková, herečka
- 1938 – Karel Benetka, grafik a malíř
- 1943 – Jana Břežková, herečka a kostýmní výtvarnice
- 1944 – Dana Cejnková, archeoložka
- 1945 – Petr Novák, zpěvák († 19. srpna 1997)
- 1946 – Hana Zagorová, zpěvačka († 26. srpna 2022)
- 1950
  - Luboš Pospíšil, zpěvák populární hudby
  - Rostislav Pospíšil, výtvarník a příležitostný spisovatel a režisér
- 1952 – Jan Kašpar, herec († 11. června 2013)
- 1956
  - Petr Duchoň, fyzik a politik
  - Lubomír Zaorálek, ministr zahraničních věcí Sobotkovy vlády
- 1957 – Anna Hubáčková, politička a bývalá úřednice
- 1958 – Zora Jandová, zpěvačka
- 1963 – Ivan Hašek, fotbalista
- 1967 – Bohdan Tůma, dabér a herec
- 1968 – Tomáš Šponar, moderátor
- 1970 – Barbora Kodetová, herečka, zpěvačka
- 1971 – Pavel Patera, lední hokejista
- 1973 – Barbora Kroužková, rozhlasová a televizní novinářka a moderátorka
- 1977 – Pavel Trtílek, dramatik
- 1978 – Klára Kolouchová, horolezkyně († 3. července 2025)
- 1986 – Martin Jakš, běžec na lyžích

### Svět

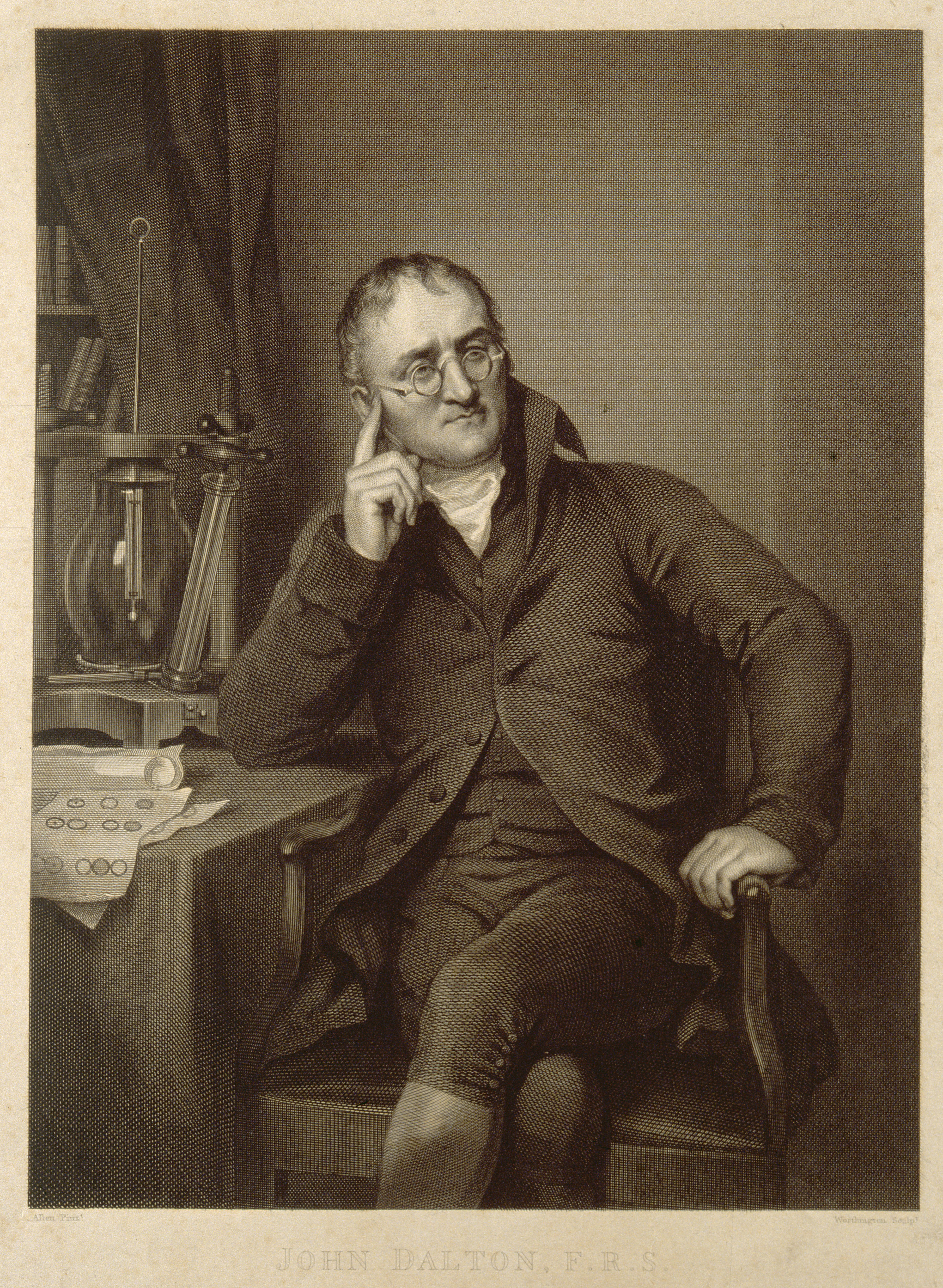
John Dalton (* 1766)

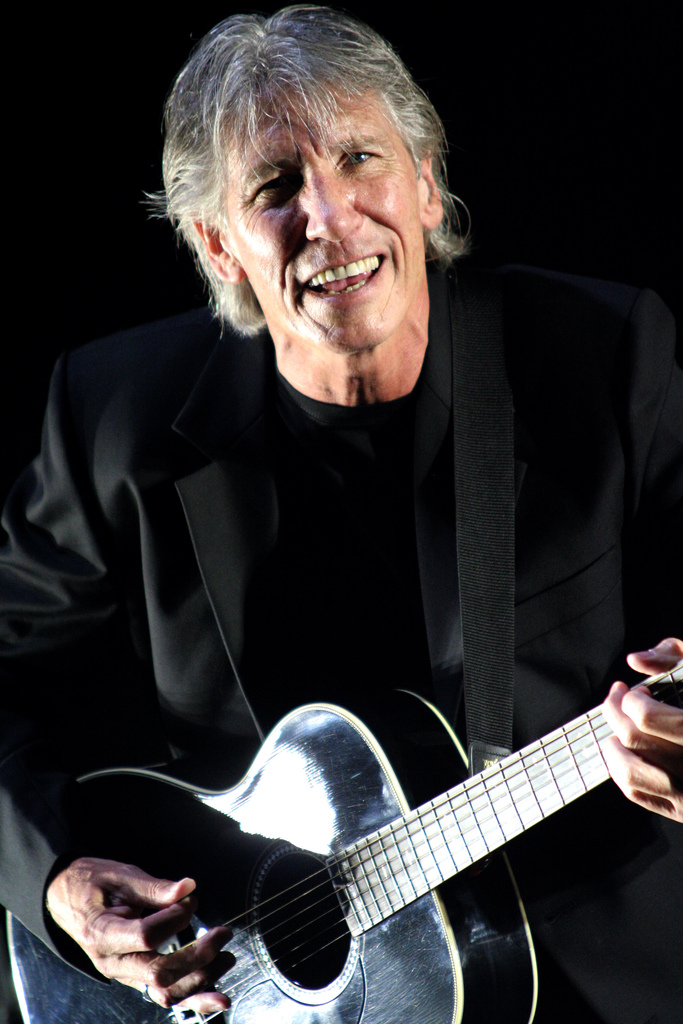
Roger Waters (* 1943)

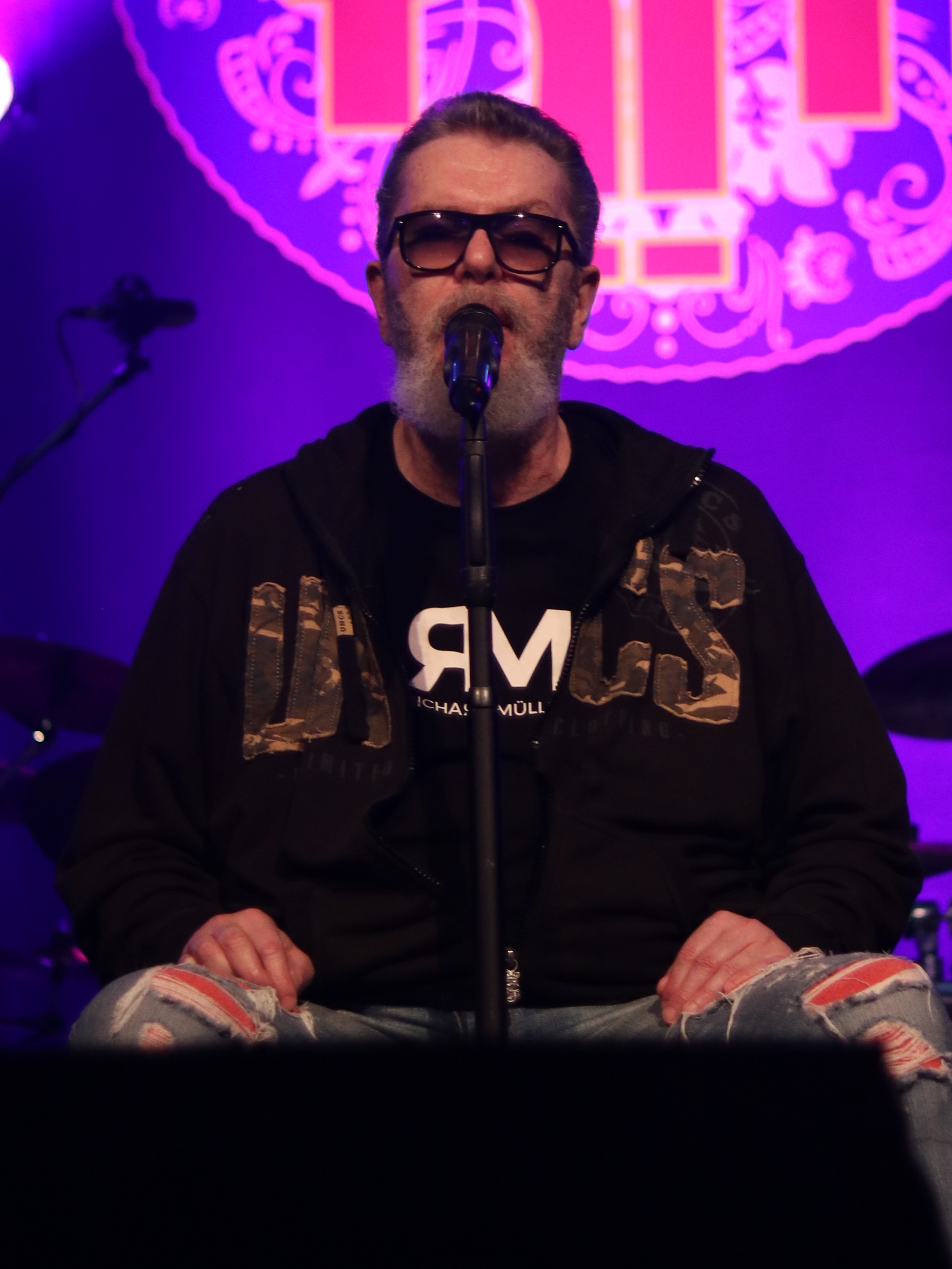
Richard Müller (* 1961)

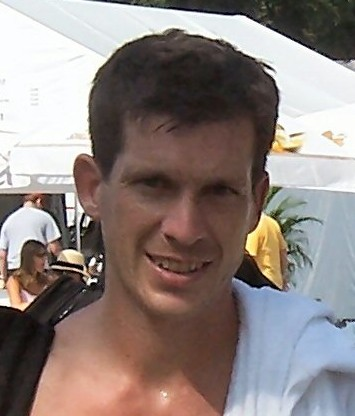
Tim Henman (* 1974)

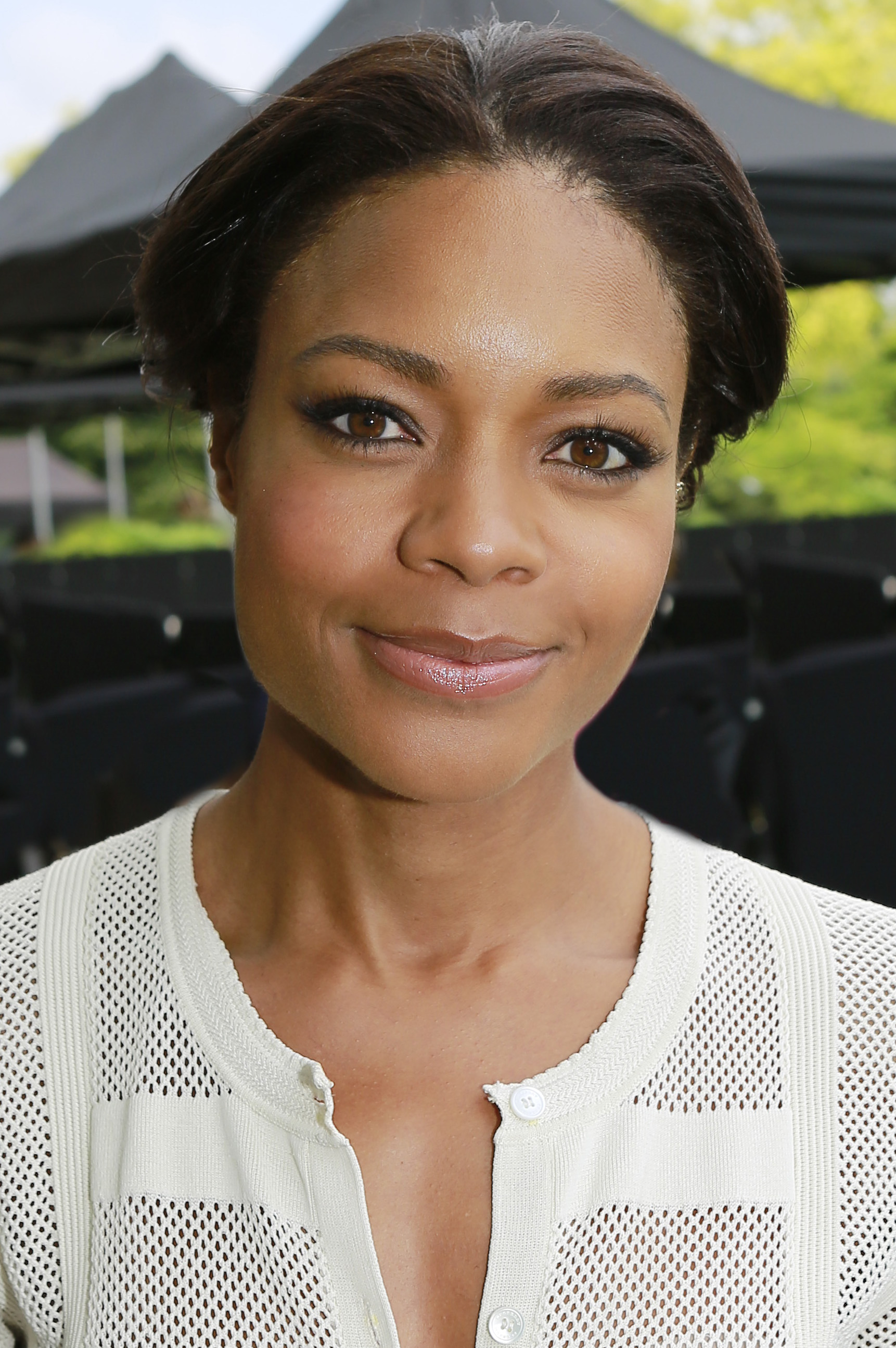
Naomie Harrisová (* 1976)

- 1648 – Johann Schelle, německý hudební skladatel († 10. března 1701)
- 1656 – Guillaume Dubois, francouzský kardinál a politik († 10. srpna 1723)
- 1666 – Ivan V., ruský car († 8. února 1696)
- 1711 – Henry Melchior Muhlenberg, německý luterský pastor, zakladatel luterských sborů v Severní Americe († 7. října 1787)
- 1729 – Moses Mendelssohn, německý židovský učenec a filozof († 4. ledna 1786)
- 1757 – Gilbert du Motier, markýz de La Fayette, francouzský aristokrat, účastník americké války za nezávislost a Velké francouzské revoluce († 20. května 1834)
- 1758 – Pierre Augustin Hulin, francouzský generál († 9. ledna 1841)
- 1766 – John Dalton, britský chemik a fyzik († 27. července 1844)
- 1768 – Antoine de Lhoyer, francouzský skladatel a kytarista († 15. března 1852)
- 1769 – Bohuslav Tablic, slovenský básník († 21. ledna/23. ledna 1832)
- 1781 – Anton Diabelli, rakouský skladatel a hudební nakladatel († 7. dubna 1858)
- 1808 – Abd al-Kádir, alžírský islámský učenec, filozof a mystik, vůdce alžírského boje proti francouzské koloniální invazi († 26. května 1883)
- 1809 – Bruno Bauer, německý teolog, filozof a historik († 13. dubna 1882)
- 1849 – Guido von Call, předlitavský politik († 12. května 1927)
- 1850 – Léon-Adolphe Amette, pařížský arcibiskup a kardinál († 29. srpna 1920)
- 1854 – Max Wladimir von Beck, předlitavský státní úředník a politik († 20. ledna 1943)
- 1860 – Jane Addamsová, americká sociální pracovnice, nositelka Nobelovy ceny za mír 1931 (†21. května 1935)
- 1869 – Felix Salten, rakouský spisovatel († 8. října 1945)
- 1870 – Frederick G. Donnan, irský chemik († 16. prosince 1956)
- 1876 – John James Rickard Macleod, skotský fyziolog, nositel Nobelovy ceny za objev léčebných účinků inzulinu († 16. března 1935)
- 1879
  - Johan Nygaardsvold, premiér Norska († 13. března 1952)
  - Joseph Wirth, německý říšský kancléř († 3. ledna 1956)
- 1883 – Sofie Buxhoeveden, dvorní dáma carevny Alexandry Fjodorovny, spisovatelka († 26. listopadu 1956)
- 1888 – Joseph Kennedy, americký podnikatel, politik a diplomat († 18. listopadu 1969)
- 1891 – Yrjö Väisälä, finský astronom a fyzik († 21. července 1971)
- 1892 – Edward Victor Appleton, britský fyzik a astronom, nositel Nobelovy ceny za studium vyšších vrstev atmosféry († 21. dubna 1965)
- 1895 – Walter Dornberger, velitel vývoje raketových zbraní nacistického Německa († 27. června 1980)
- 1896 – Mario Praz, italský literární kritik, překladatel a historik umění († 23. března 1982)
- 1900 – Julien Green, americko-francouzský spisovatel († 13. srpna 1998)
- 1902 – Sylvanus Olympio, první prezident nezávislého Toga († 13. ledna 1963)
- 1903 – William Ross Ashby, britský kybernetik († 15. listopadu 1972)
- 1906 – Luis Federico Leloir, argentinský lékař a biochemik, Nobelova cena za chemii 1970 († 2. prosince 1987)
- 1912
  - Michele Andreolo, uruguayský fotbalista († 14. května 1981)
  - Nicolas Schöffer, francouzský sochař maďarského původu († 8. ledna 1992)
- 1913 – Leônidas da Silva, brazilský fotbalista († 24. ledna 2004)
- 1915 – Franz Josef Strauss, německý politik, dlouholetý předseda CSU († 3. října 1988)
- 1916 – Erik Nilsson, švédský fotbalista († 9. září 1995)
- 1921 – Carmen Laforet, španělská spisovatelka († 28. února 2004)
- 1923 – Petr II. Karađorđević, poslední jugoslávský král († 3. listopadu 1970)
- 1925 – Jimmy Reed, americký bluesový hudebník († 29. srpna 1976)
- 1926 – Claus van Amsberg, nizozemský princ a manžel královny Beatrix († 6. října 2002)
- 1928
  - Paul Chemetov, francouzský architekt
  - Fumihiko Maki, japonský architekt († 6. června 2024)
  - Robert Maynard Pirsig, americký filozof a spisovatel († 24. dubna 2017)
  - Sid Watkins, britský neurochirurg († 12. září 2012)
- 1930 – Salvatore De Giorgi, italský kardinál
- 1934 – Jana Štěpánková, česká herečka († 18. prosince 2018)
- 1935 – Isabelle Collin Dufresne alias Ultra Violet, francouzsko-americká umělkyně a múza Andyho Warhola († 14. června 2014)
- 1939 – David Allan Coe, americký country zpěvák a skladatel
- 1942 – Dave Bargeron, americký hráč na tubu a pozoun
- 1943 – Roger Waters, britský hudebník, člen skupiny Pink Floyd
- 1944 – Donna J. Haraway, americká bioložka, historička vědy a feministka
- 1947 – Sylvester, americký zpěvák († 16. prosince 1988)
- 1953 – Patti Yasutakeová, americká herečka japonského původu
- 1955
  - Anne Henningová, americká rychlobruslařka, olympijská vítězka
  - Carl Walz, americký astronaut
- 1957
  - Michaëlle Jeanová, kanadská politička a novinářka, bývalá generální guvernérka Kanady
  - José Sócrates, portugalský politik, bývalý premiér
- 1961
  - Richard Müller, slovenský zpěvák
  - Paul Waaktaar-Savoy, norský hudebník, kytarista a textař skupiny A-ha
  - Scott Travis, britský hudebník, bubeník heavymetalové skupiny Judas Priest
- 1963 – Geert Wilders, kontroverzní nizozemský politik, autor protiislámského filmu Fitna
- 1964 – Rosie Perez, americká herečka
- 1967 – Macy Gray, americká zpěvačka, herečka a hudební skladatelka známá díky hitu I Try
- 1971 – Dolores O'Riordanová, irská zpěvačka a členka skupiny The Cranberries († 15. ledna 2018)
- 1972
  - China Miéville, britský spisovatel fantasy
  - Eugene Hütz, zpěvák a DJ romského původu narozený na Ukrajině, frontman newyorské gypsy punkové kapely Gogol Bordello
  - David Andrew Sitek, americký hudebník (TV on the Radio) a hudební producent
- 1973
  - Carlo Cudicini, italský fotbalový brankář
  - Greg Rusedski, britský tenista kanadského původu
  - Alessandro Troncon, italský ragbista
  - Nikola Grbić, srbský volejbalista
- 1974
  - Tim Henman, britský tenista
  - Nina Persson, švédská zpěvačka a členka skupiny The Cardigans
- 1975 – Oriol Ripol, španělský ragbista
- 1976 – Naomie Harrisová, britská herečka
- 1977 – Katalin Nováková, maďarská politička, právnička a ekonomka, bývalá prezidentka Maďarska
- 1978
  - Homare Sawaová, japonská fotbalistka
  - Jamie Cudmore, kanadský ragbista
- 1984 – Luc Abalo, francouzský házenkář
- 1987 – Andrea Lekićová, srbská házenkářka

## Úmrtí
Viz též Kategorie:Úmrtí 6. září — automatický abecedně řazený seznam.

### Česko

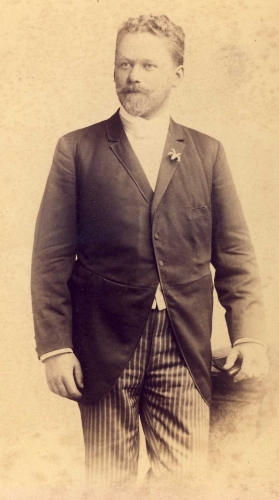
Vácslav Havel († 1921)

- 1092 – Konrád I. Brněnský, přemyslovský kníže, panovník brněnského údělu (* asi 1035)
- 1301 – Řehoř Zajíc z Valdeka, pražský biskup (* 1235)
- 1898 – Jan Vašatý, český politik (* 10. srpna 1836)
- 1914 – Karel V. Schwarzenberg, kníže orlické větve rodu Schwarzenbergů (* 26. února 1886)
- 1921 – Vácslav Havel, podnikatel a mecenáš (* 23. března 1861)
- 1929 – Alexandr Kantor, divadelní herec, režisér a dramatik (* 14. února 1871)
- 1945
  - Josef Pfitzner, historik a válečný zločinec německé národnosti (popraven) (* 1901)
  - Bohumil Tomáš, dirigent a hudební skladatel (* 31. ledna 1871)
- 1961 – Jaroslav Jankovec, dirigent a hudební skladatel (* 26. dubna 1896)
- 1968 – Ondřej Mézl, generál, legionář, velitel čs. vojenských misí v zahraničí (* 2. prosince 1887)
- 1988 – Vojtěch Věchet, fotbalový reprezentant (* 8. února 1912)
- 1989 – Dagmar Pistorová, herečka (* 1. března 1929)
- 1992 – Theodor Petrík, ministr spojů ČSFR (* 23. října 1925)
- 1998 – Květa Válová, výtvarnice (* 13. prosince 1922)
- 1990 – Bedřich Švestka, lékař a politik, rektor Univerzity Karlovy (* 16. ledna 1912)
- 2000 – Jiří Sovák, herec (* 27. prosince 1920)
- 2002 – Rudolf Doležal, sochař (* 19. července 1916)
- 2006 – Ladislav Dydek, malíř, grafik a typograf (* 27. září 1919)
- 2007 – Martin Čech, hokejista (* 2. června 1976)
- 2009 – Jiří Samek, herec (* 20. července 1931)
- 2013 – Růžena Lysenková, herečka (* 16. prosince 1918)

### Svět

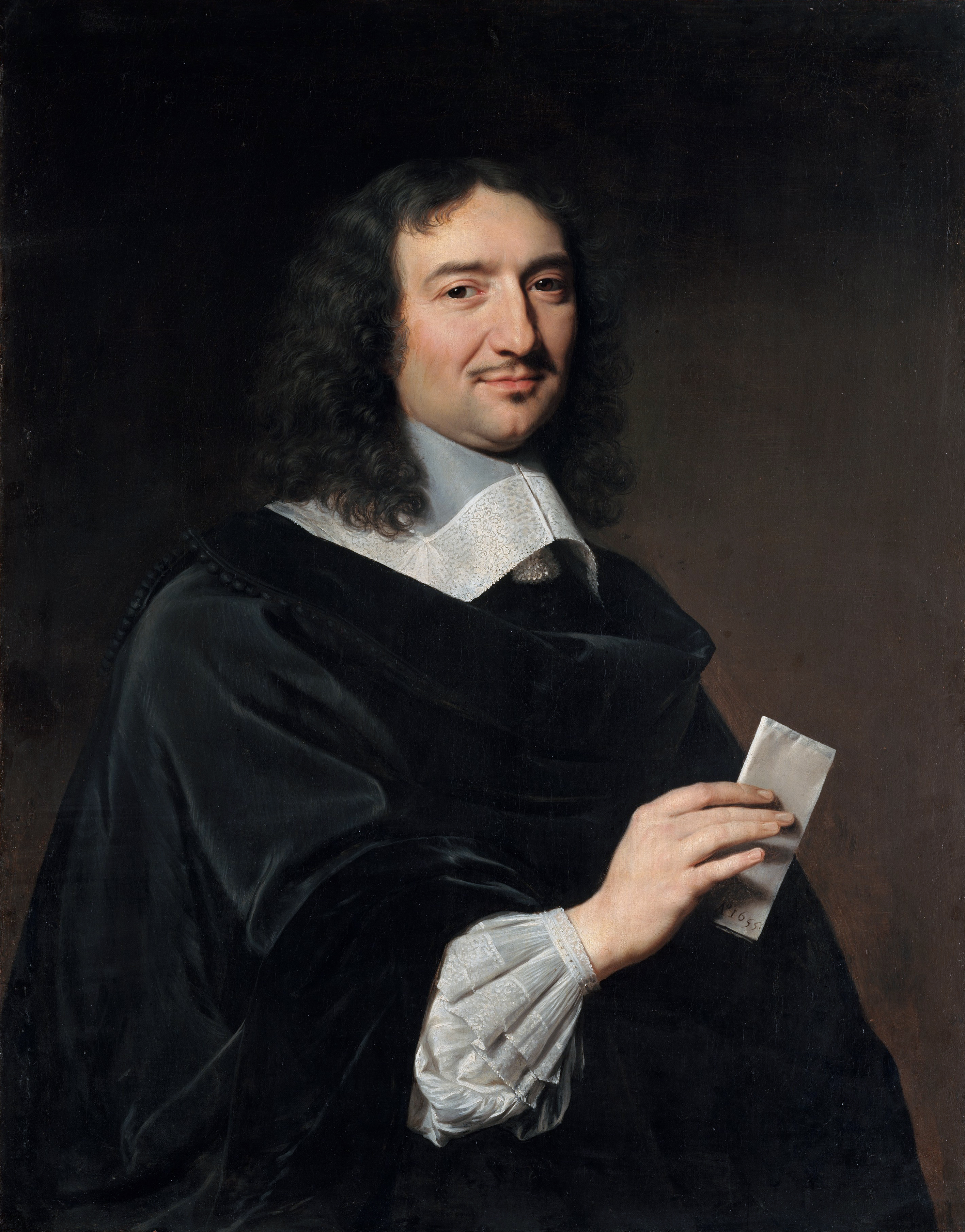
Jean-Baptiste Colbert († 1683)

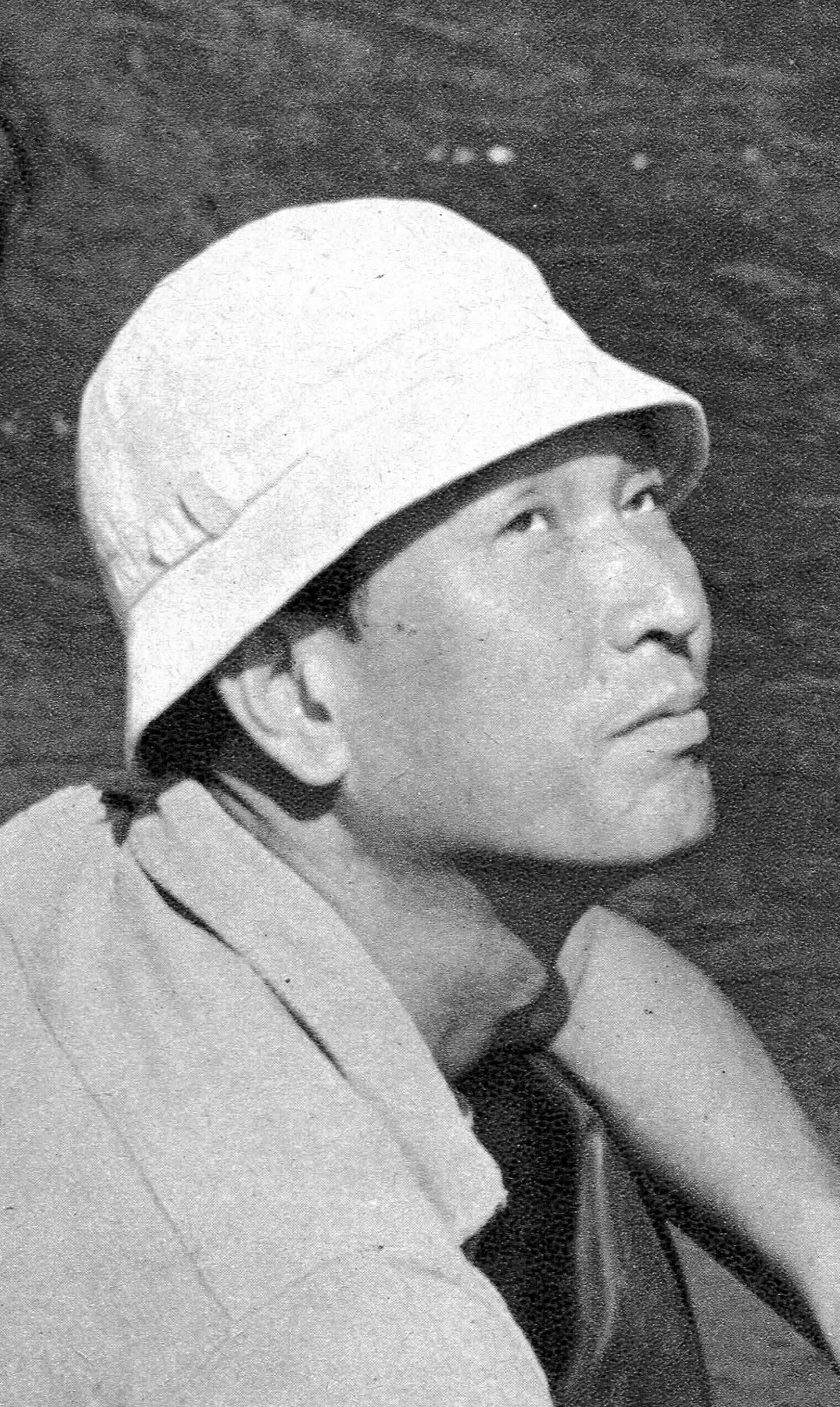
Akira Kurosawa († 1998)

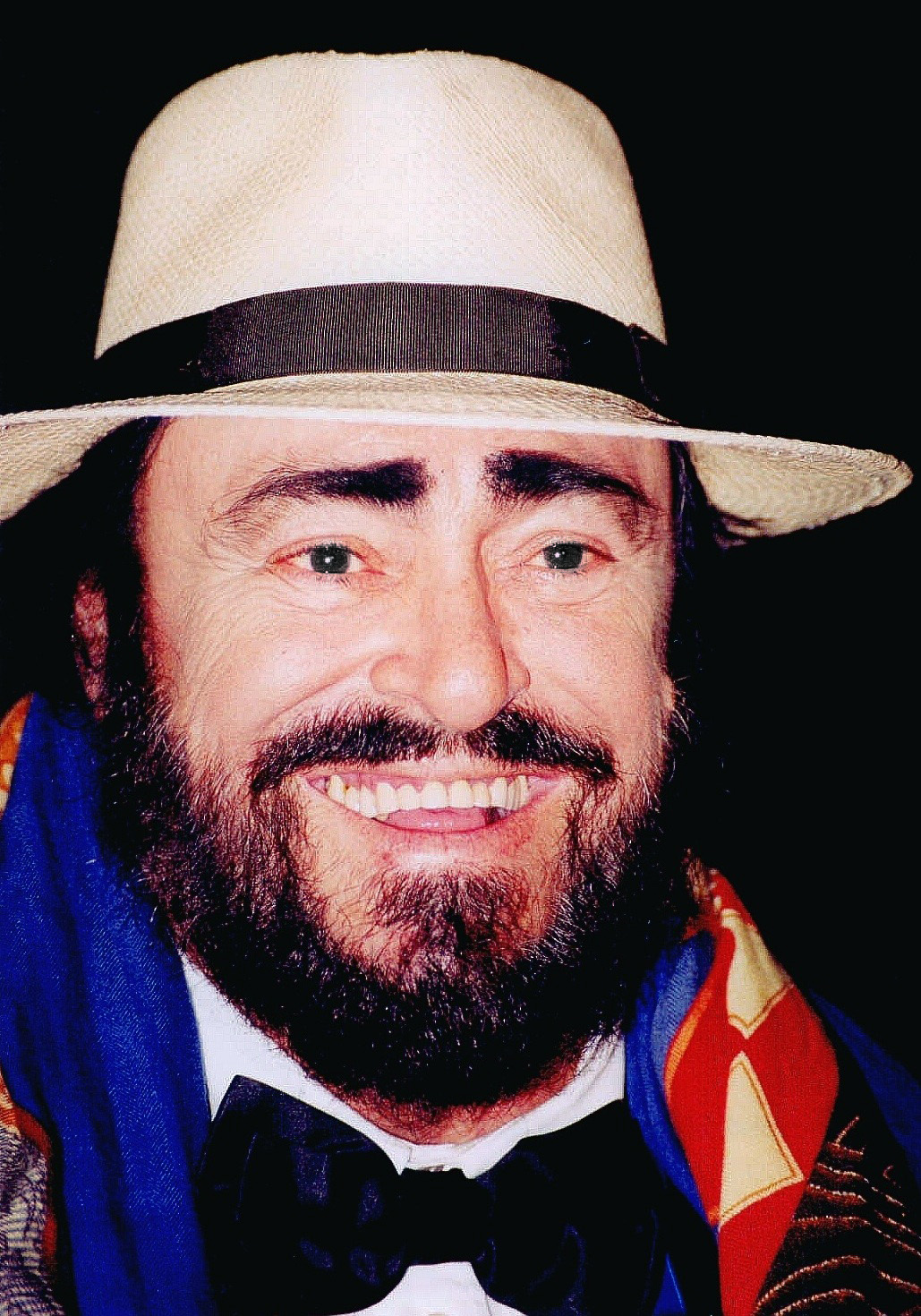
Luciano Pavarotti († 2007

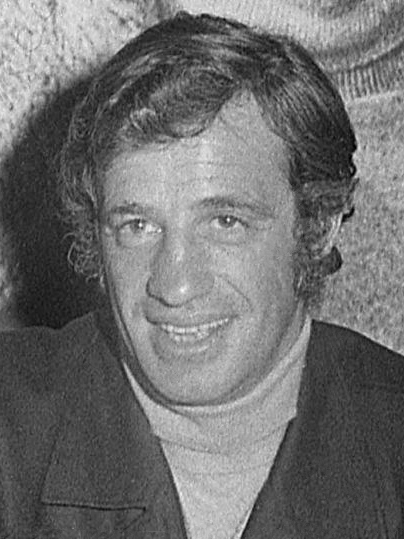
Jean-Paul Belmondo († 2021)

- 0952 – Suzaku, 61. japonský císař (* 923).9
- 0972 – Jan XIII., papež (* ?)
- 1529 – Jiří Blaurock, jeden z prvních kazatelů novokřtěnců (* 1491)
- 1536 – William Tyndale, anglický náboženský reformátor (* asi 1494)
- 1580 – Jacopo Strada, italský učenec, zlatník, sběratel starožitností, historik a správce uměleckých sbírek Maxmiliána II. a Rudolfa II. (* 1507)
- 1644 – Bruno III. z Mansfeldu, maltézský rytíř, voják a vrchní lovčí u císařského dvora (* 13. září 1576)
- 1652 – Philippe Alegambe, belgický jezuita a bibliograf (* 22. ledna 1592)
- 1683 – Jean-Baptiste Colbert, francouzský ministr financí (* 29. srpna 1619)
- 1704 – Francesco Provenzale, italský barokní skladatel (* 15. září 1624)
- 1714 – Alessandro Marchetti, italský matematik a spisovatel (* 17. března 1633)
- 1782 – Martha Wayles Skelton Jefferson, manželka pozdějšího amerického prezidenta Thomase Jeffersona (* 30. října 1748)
- 1811 – Johann Georg Lehmann, saský geodet, topograf a kartograf (* 11. května 1765)
- 1854 – Marie Naryškina, milenka ruského cara Alexandra I. (* 2. února 1779)
- 1856 – Jean de la Hire, francouzský spisovatel (* 28. ledna 1878)
- 1860 – Jiří Meklenbursko-Střelický, meklenbursko-střelický velkovévoda (* 12. srpna 1779)
- 1866 – Francis Thornhill Baring, britský politik (* 20. dubna 1796)
- 1884 – Gevheri Kadınefendi, pátá manželka osmanského sultána Abdulazize (* 8. června 1856)
- 1895 – Ladislav Filip Habsbursko-Lotrinský, rakouský arcivévoda (* 16. července 1875)
- 1907 – Sully Prudhomme, francouzský básník a esejista, nositel první Nobelovy ceny (* 16. března 1839)
- 1915 – Paul d'Ivoi, francouzský spisovatel (* 25. října 1856)
- 1924
  - Marie Valerie Habsbursko-Lotrinská, rakouská arcivévodkyně (* 22. dubna 1868)
  - Nachman Syrkin, ruský politický teoretik a sionista (* 23. února 1868)
- 1938 – Alfons Bourbonský, následník španělského trůnu v letech 1907–1931 (* 10. května 1907)
- 1939 – Arthur Rackham, anglický ilustrátor (* 19. září 1867)
- 1944 – Michał Jan Czartoryski, polský dominikán katolickou církví uctívaný jako mučedník (* 19. února 1897)
- 1950 – Olaf Stapledon, britský filozof a vlivný autor sci-fi (* 10. května 1886)
- 1956 – Michael Ventris, anglický architekt a filolog (* 12. července 1922)
- 1959 – Karel Putrih, slovinský sochař (* 14. listopadu 1910)
- 1963 – Vladimir Aïtoff, francouzský lékař a ragbista (* 5. srpna 1879)
- 1966 – Margaret Sangerová, americká feministka (* 14. září 1879)
- 1968 – Leo Sexton, americký olympijský vítěz ve vrhu koulí (* 27. srpna 1909)
- 1969
  - Arthur Friedenreich, brazilský fotbalista zvaný El Tigre (* 18. července 1892)
  - Nemika Sultan, osmanská princezna (* 9. března 1888)
- 1970 – Zalman Aran, ministr v izraelské vládě (* 1. března 1899)
- 1978
  - Adolf Dassler, zakladatel společnosti Adidas (* 3. listopadu 1900)
  - Tom Wilson, americký hudební producent (* 25. března 1931)
- 1979 – Ronald Binge, britský hudební skladatel (* 15. července 1910)
- 1984 – Ernest Tubb, americký zpěvák a skladatel (* 9. února 1914)
- 1985 – Rodney Robert Porter, anglický lékař a biochemik, nositel Nobelovy ceny 1972 (* 8. října 1917)
- 1990 – Tom Fogerty, americký hudebník, sólový kytarista skupiny Creedence Clearwater Revival (* 9. listopadu 1941)
- 1992 – Mervyn Johns, velšský herec (* 18. února 1899)
- 1994 – Nicky Hopkins, anglický rockový pianista (* 24. února 1944)
- 1998 – Akira Kurosawa, japonský režisér (* 23. března 1910)
- 2006 – Andrzej Babaryko, polský básník a novinář (* 3. ledna 1952)
- 2007 – Luciano Pavarotti, italský operní zpěvák (* 12. října 1935)
- 2008 – Antonio Innocenti, italský kardinál (* 23. srpna 1915)
- 2011
  - George Kuchar, americký režisér a herec (* 31. srpna 1942)
  - Michael S. Hart, americký autor, zakladatel Projektu Gutenberg (* 8. března 1947)
  - Felix Rakouský, rakouský arcivévoda (* 31. května 1916)
- 2021
  - Jean-Paul Belmondo, francouzský herec (* 9. dubna 1933)
  - Michael K. Williams, americký herec (* 22. listopadu 1966)

## Svátky

### Česko
- Boleslav, Boleslava
- Bolemír
- Brian
- Grant
- Magnus
- Mac

### Svět
- Světový den bahňáků
- Kanada: Labor Day (Svátek práce)
- USA: Labor Day, Svátek práce (je-li pondělí)
- Svazijsko: Den nezávislosti
- Židovský svátek Roš ha-šana (Nový rok začíná po západu slunce)
- Pákistán: Den obrany
- Namibie, Jihoafrická republika: Den osadníků (je-li pondělí)

| 6. září v pražském KlementinuÚdaje jsou platné k 29. 4. 2025. | 6. září v pražském KlementinuÚdaje jsou platné k 29. 4. 2025. | 6. září v pražském KlementinuÚdaje jsou platné k 29. 4. 2025. |
| minimum                                                       | denní průměr                                                  | maximum                                                       |
| ------------------------------------------------------------- | ------------------------------------------------------------- | ------------------------------------------------------------- |
| 8,0 °C (1877)                                                 | 16,5 °C (od 1961)                                             | 32,2 °C (1834)                                                |